# Nostos

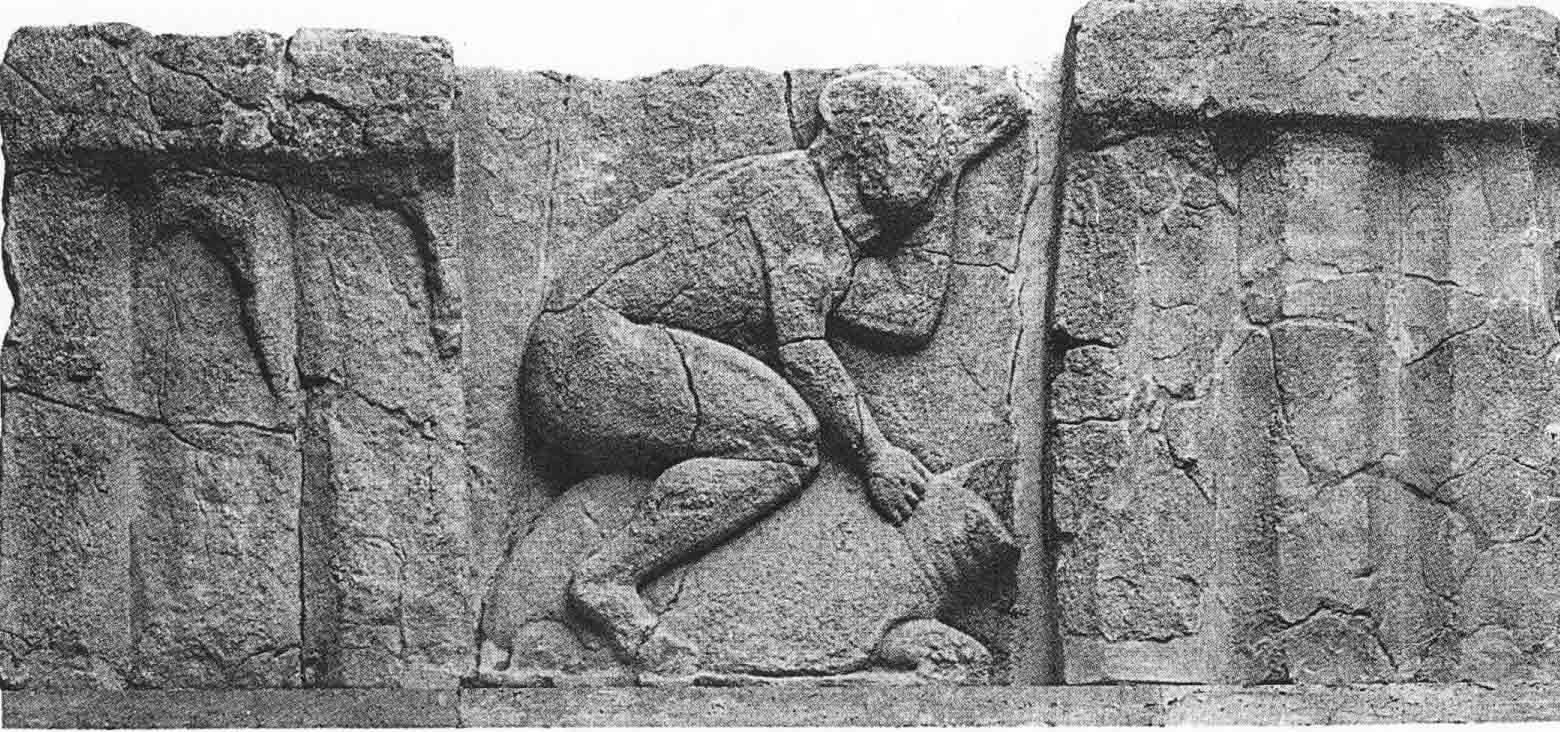
Personnage chevauchant une tortue de mer, représentant probablement une ancienne fable grecque similaire au Retour à la patrie d' Ulysse (Nostos)

Nostos (grec ancien : νόστος, romanisé : nostos) est un thème utilisé dans la littérature grecque antique, qui met en scène un héros épique rentrant chez lui, souvent par la mer. Dans la société grecque antique, l'héroïsme et la grandeur de ceux qui parviennent à rentrer chez eux sont considérés comme élevés. Ce voyage est généralement très long et comprend un naufrage dans un lieu inconnu et des épreuves qui mettent le héros à l'épreuve. Le retour ne consiste pas seulement à rentrer chez soi physiquement, mais aussi à conserver ou à élever son identité et son statut à l'arrivée. Le thème du nostos est mis en scène dans L'Odyssée d'Homère, où le héros principal, Ulysse, tente de rentrer chez lui après avoir combattu dans la guerre de Troie. Ulysse est confronté à de nombreuses tentations, telles que les Sirènes et les mangeurs de lotus. Si Ulysse avait cédé à ces tentations, cela aurait signifié une mort certaine et donc l'impossibilité de rentrer chez lui. Nostos est utilisé aujourd'hui dans de nombreuses formes de littérature et de cinéma.

## Nostos dans l'Odyssée
Dans l'Odyssée, Homère définit le nostos comme le « retour de Troie par la mer ». Le nostos peut être raconté par ceux qui l'ont vécu eux-mêmes, ou il y a simplement des cas où il est présent. Ceux qui ont raconté leurs aventures sur la mer lors de leur voyage de retour de Troie sont Ménélas, Nestor et Ulysse. Ces trois-là racontent leurs aventures à d'autres dans l'épopée.1 En ce qui concerne Ménélas, dans le livre quatre, il raconte son séjour en Égypte et d'autres escales irrégulières. Il ne s'est pas arrêté à son nostos, mais il a raconté en détail le nostos fatal d'Agamemnon, ainsi qu'une petite partie du voyage d'Ulysse.1 Nestor en dit plus sur le nostos de Ménélas et sur son voyage de retour avec Ulysse et Ménélas. Dans le livre trois, Nestor dit que "nous avons réfléchi à notre long voyage en mer, à savoir si nous devions naviguer sur le sommet de l'île rocheuse de Chios par l'île de Psyros, en la gardant à notre main gauche, ou bien passer sous Chios, par l'île venteuse de Mimas. Nous avons demandé au dieu de nous donner un signe, et le dieu nous en a donné un, et nous a dit de couper à travers le milieu de la mer principale vers l'Eubée, et ainsi d'échapper le plus rapidement possible au mal qui planait."  Ici, Nestor a fait comprendre au public que son voyage de retour et celui de Diomède étaient un nostos parfait, qu'ils n'avaient pas de problèmes réels, ce qui était très différent de celui d'Agamemnon. Dans ces cas où le nostos est simplement présent et n'est pas raconté par l'individu dans l'Odyssée, il y a une intention d'atteindre une destination spécifique et une autre force qui fait dévier les personnages de leur trajectoire et les fait arriver dans des endroits inattendus sur le chemin de leur maison.
L'Odyssée présente plusieurs exemples de nostos, notamment lorsque les compagnons d'Ulysse perdent leur nostos en mangeant le bétail d'Hélios, ce qui leur vaut d'être tués alors qu'ils avaient reçu l'ordre de ne pas le faire. Ulysse avertit les hommes en disant : « Mes amis, puisqu'il y a de la nourriture et de la boisson dans le navire rapide, ne touchons pas au bétail, de peur qu'il ne nous arrive quelque chose ». Ce sont les bêtes et les moutons gras d'un dieu redoutable, Hélios, qui voit tout et écoute tout". Odysseus avertit alors les hommes de ce qui arrivera s'ils mangent le bétail, mais ils le font quand même. Cette situation leur a ôté leur nostos car leur voyage de retour s'est achevé.
Tous les héros grecs ne connaissent pas le nostos. Le nostos d'Achille est unique dans l'Iliade, car il sait lui-même qu'il n'aura pas de nostos, ce qui crée une plus grande différence entre lui et les autres héros, comme Ulysse. Achille sait qu'il a deux options en ce qui concerne la guerre de Troie - il peut soit mourir dans la bataille avec gloire et avoir une vie courte, soit ne pas participer et vivre une vie longue mais insignifiante. Au neuvième livre, il dit « mon nostos a péri, mais mon kleos sera inlassable ». Dans ce cas, il a choisi la voie de la gloire et dit qu'il ne retournera pas chez lui parce qu'il est destiné à mourir au combat.

### Nostos et Ulysse
Odysseus a pu raconter sa propre histoire de nostos puisqu'il a survécu. Odysseus a pu raconter une partie de son nostos aux Phéaciens, et la longueur de son voyage montre à quel point il peut être difficile d'atteindre le nostos. Cette arrivée et le récit de ses histoires sont importants, bien qu'il n'ait pas atteint sa maison, c'est un énorme point de repère. Après qu'Ulysse et ses compagnons aient quitté le palais de Circé sains et saufs, les membres de son équipage manifestent leur joie en disant « nous nous réjouissons parce que tu t'es sauvé, nourri par Zeus, autant que si nous avions atteint Ithaque », ce qui montre la comparaison entre la fuite et le retour à la maison.
Nostos signifie plusieurs choses différentes dans cette épopée : échapper à la mort, atterrir en toute sécurité, revenir de la guerre et être de retour chez soi[4]. Toutes ces significations sont présentes car lorsque le héros revient de la guerre, l'idée d'échapper à la mort de la guerre reste présente dans son esprit. Ces significations ressemblent toutes à nostos et lorsque les héros sont sur le chemin du retour, ils auront l'ultime Kleos une fois qu'ils seront arrivés et qu'ils seront fêtés.

## Les temps modernes
Le mot nostalgie a été inventé pour la première fois comme terme médical en 1688 par Johannes Hofer (1669-1752), un étudiant en médecine suisse. Il utilise le mot νόστος avec une autre racine grecque, ἄλγος ou algos, signifiant douleur, pour décrire l'état psychologique de nostalgie du passé.
Dans Ulysse de James Joyce, la dernière partie (épisodes 16 à 18), au cours de laquelle Leopold Bloom rentre chez lui, est appelée le Nostos.
Le film Nostos : Le Retour de Franco Piavoli, sorti en 1989, raconte le retour d'Ulysse.
Dans le recueil de poésie Meadowlands de Louise Glück paru en 1996, un morceau est intitulé « Nostos ».
La série télévisée Star Trek : Voyager, dans laquelle le vaisseau spatial éponyme est bloqué à 70 000 années-lumière de la Terre et rencontre de nombreux extraterrestres hostiles et amicaux et des phénomènes étranges sur son chemin de retour, a été décrite par les classicistes comme un nostos. 